# الجبلية (عفرين)
الجبلية  قرية سوريّة صغيرة تتبع إداريّاً لمحافظة حلب منطقة عفرين ناحية راجو، بلغ تعداد سكانها 133 نسمة حسب التعداد السكاني لعام 2004.
تقع على جبل هاوار الذي يرتفع 950 متر فوق سطح البحر. يعمل سكانها في زراعة الزيتون وإنتاج الفحم السنديان من غابتها.